# Léo Marfurt
 (novembre 2024).
Si vous disposez d'ouvrages ou d'articles de référence ou si vous connaissez des sites web de qualité traitant du thème abordé ici, merci de compléter l'article en donnant les références utiles à sa vérifiabilité et en les liant à la section « Notes et références ».
Léo Marfurt, né en 1894 à Aarau et mort en 1977 à Anvers, est un affichiste suisse, actif en Belgique.

## Biographie
Formé à l'École des arts et métiers de Aarau, puis par un stage de 1910 à 1914 dans une imprimerie de la même ville, il reçoit le premier prix de l'examen fédéral à Berne. Il s'inscrit en 1915 à l'École des arts et métiers de Bâle, dont le Belge Jules de Praetere est alors le directeur. Léo Marfurt devient assistant dans le bureau de publicité de Jules de Praetere, qu'il suit en Belgique en 1921. Il s'installe à Anvers où il se marie en 1922. Il travaille à l'imprimerie anversoise Omnia : il y fait la connaissance du fabricant de cigarettes Vander Elst, avec qui il va travailler pendant plus de 50 ans. Il reprend l'effigie de Miss Belga, créée par Sterne Stevens, qu'il va décliner en plusieurs versions sur les supports publicitaires des cigarettes Belga (emballages, affiches, etc.).
En 1927, Léo Marfurt crée à Bruxelles sa propre agence Les Créations Publicitaires, qui exerce une forte influence sur le graphisme publicitaire en Belgique des années 1930 aux années 1960 ; l'agence de Marfurt comptait parmi ses clients des entreprises comme Remington, Chrysler, Minerva, etc.
De 1953 à 1973, Marfurt enseigne à l'Institut d'études typographiques Plantin à Anvers. 

## Œuvre

### Affiches
- 1925 : Belga / Vander Elst.
- 1928 : 
  - Flying Scotsman / Leaves King's Cross (London) 10.0. AM. every week-day, pour la compagnie London & North Eastern Railway.
  - Chrysler.
- 1929 : 
  - Remington Vitesse / Chemins de fer belges.
  - Delhaize "le lion" / voici pour égayer / vos / fêtes et réveillons / bordeaux bourgognes / champagnes liqueurs / chocolat biscuits et / gateaux[1].
- 1930 : 
  - Visitez / L'Exposition / d'Anvers / Marine Colonies Art flamand / Mai 1930 Nov.
  - Exposition internationale / Coloniale, maritime et d'art flamand / Anvers / 1930.
  - Sigaretten / Belga / Met premie-koepons / fr.0.50 de 12 - 1 fr. de 25 / Vander Elst.
- 1931 : Der neue / BMW / 3/20 PS / So schön wie gut / Bayerische Motoren Werke A.G. München.
- 1935 :
  - Bruxelles / Exposition universelle / 1935.
  - Liner / Harwich / Continent / Flushing / Antwerp / The Hook / Zeebrugge / Esbjerg.
  - Les jolis bas / Perfecta / Parure des jolies jambes.
  - Remington / pour le / beau courrier.
  - Le bon / Cigare Unico.
  - Cigarettes égyptiennes / Marouf.
  - STERK / BROUWERIJ / VERSCHUEREN / SINT-NIKLAAS.
- 1938 : 
  - België / De kust.
  - Belgique / Le littoral.
  - Internationale Jaarbeurs / Brussel / 13-27 maart 1938.
- 1949 : 1949 / Internationale Jaarbeurs / Brussel / 30 April - 15 Mei.
- 1958 : 
  - Bruxelles / Avril 1958 octobre / Exposition universelle.
  - Brussel / April 1958 Oktober / Wereldtentoonstelling.
- Ostende-Douvres / 3 heures de traversée.